# Sten Edlund (motorcykelförare)
Karl Ingvar Sten Edlund, född 20 april 1903 i Fellingsbro församling, Örebro län död 4 augusti 1991 i Oscars församling, Stockholm, var en svensk motorcykelförare.
Edlund, till yrket köpman, var medlem av Svenska Motorklubben och tillhörde från 1931 den svenska racerförareliten. Han blev på Husqvarna nordisk mästare i klass B 1935 och 1936, vann Sveriges TT, klass B, 1935, Djurgårdsloppet, klass B, 1933 (tvåa i klass A 1935 och i klass B 1937) samt vann, nordiska mästerskapet inberäknat, sex segrar på Solvalla. Edlund är gravsatt i minneslunden på Skogskyrkogården i Stockholm.